# Bruno Van Dyck
Il bruno Van Dyck è un colore bruno molto scuro tendente al nerastro; è un pigmento inorganico.
Il colore prende il nome dal pittore Antoon van Dyck, che ne fece largo uso nei suoi quadri.
Questo colore antichissimo è ancora attualmente molto utilizzato, con una grande quantità di tecniche (olio, acquerello, tempera, ecc.) e di supporti. Il suo tono è di un marrone scurissimo, profondo e intenso. È composto, di norma, da una miscela di terre naturali e calcinate. Contiene principalmente ossidi di ferro.
Chiamato anche abbastanza impropriamente "terra di Cassel" (per via della sua somiglianza di tono e colore), è un colore utilissimo alla tavolozza, si trova sotto varie forme, dal tubetto pronto al pigmento puro in polvere, e il prezzo è abbastanza basso.